# Wroughtonia atkinsoni
Wroughtonia atkinsoni är en stekelart som beskrevs av Gupta och Sharma 1976. Wroughtonia atkinsoni ingår i släktet Wroughtonia och familjen bracksteklar. Inga underarter finns listade i Catalogue of Life.